# Gujmagadi, Ron
Gujmagadi là một làng thuộc tehsil Ron, huyện Gadag, bang Karnataka, Ấn Độ.